# Generatie Nix
De term Generatie Nix is een verzamelnaam voor diverse jonge, Nederlandse schrijvers die in de jaren negentig debuteerden. Auteurs die vaak onder de noemer Generatie Nix worden geplaatst, zijn Ronald Giphart, Rob van Erkelens, Joris Moens, Hermine Landvreugd en Don Duyns. Daarnaast worden ook auteurs als Arnon Grunberg, Jerry Goossens, Arjan Witte, Serge van Duijnhoven, Paul Mennes en zelfs Joost Zwagerman aan dit generatiebegrip verbonden. Overeenkomsten tussen deze auteurs zijn de nihilistische thematiek en de vaak rauw-realistische stijl, met als onderwerpen popcultuur en seksualiteit.
De term Generatie Nix werd in 1994 door Frank Verkuijl ontleend aan de roman Generation X (1991) van de Canadese schrijver Douglas Coupland en gebruikt in een artikel dat op 23 februari 1994 in De Groene Amsterdammer verscheen onder dezelfde kop. In zijn roman signaleert Coupland een jonge generatie die zich 'doelbewust verscholen houdt' (p. 89/90). Over dit thema komt een aantal jonge schrijvers aan het woord. Deze generatie wordt in de sociologie ook wel de verloren generatie genoemd: de generatie die net na de babyboom opkwam en die door de massaliteit van de vorige generatie weinig kansen had op de arbeidsmarkt en in de cultuur. Wat als een grappige verwijzing bedoeld was, begon een eigen leven te leiden en werd verbonden aan de jonge auteurs die in de jaren negentig debuteerden en schreven voor het tijdschrift Zoetermeer. Het tijdschrift verscheen van 1994 tot '97 bij Uitgeverij Nijgh & Van Ditmar. De achterliggende verwijzing raakte steeds verder op de achtergrond en de term 'Nix' werd in de kritieken al snel gebruikt als kwaliteitslabel.
De term wordt ook vaak gebruikt om schrijvers aan te duiden die geen nieuwe thema's meer aansnijden maar voortborduren op de weg die hun voorgangers al hebben vrijgemaakt.